# احزاب راست آلمان

احزاب دست راستی به جای استفاده از علائم نازی‌ها از علائم امپراتوری آلمان استفاده می‌کنند.

احزاب راست آلمان در آلمان از احزاب تندرو و با گرایش‌های نازیسم و فاشیسم هستند. پس از جنگ جهانی دوم و انحلال حزب نازی این دست احزاب توانستند خود را سازمان‌دهی کرده و سعی در ایجاد یک حکومت مشابه حکومت آلمان نازی کنند. این دسته از احزاب بیشتر در آلمان غربی فعال بودند؛ برای مثال حزب رایش سوسیالیست، حزب کارگران آزاد آلمان، جبهه ملی آلمان از جمله این احزاب هستند. هم‌اکنون حزب دموکرات ملی آلمان موفق‌ترین حزب دست راستی در آلمان است.

## اقدامات
فعالیت این دسته از احزاب همواره با خشونت و درگیری همراه بوده و رفتارهای نژادپرستانه این احزاب عامل اصلی تنش بوده است؛ برای مثال در سال ۱۹۹۲ در آلمان شرقی ۱۷ نفر به دست افراد تندرو منتسب به احزاب دست راستی به قتل رسیدند. این احزاب و به‌ویژه حزب دموکرات ملی آلمان در سال‌های اخیر تظاهراتی در محکومیت بمباران درسدن در جنگ جهانی دوم برپا کرده‌اند.
طبق قانون اساسی آلمان هرگونه هواداری و تبلیغ به نفع نازی‌ها ممنوع است. البته هنوز به‌طور رسمی هیچ‌یک از احزاب از نازی‌ها اعلام حمایت نکرده‌اند؛ امّا در سال‌های اخیر تعدادی از گروه‌های دست راستی، منحل و غیرقانونی اعلام شده‌اند.